# Futbol a Rússia

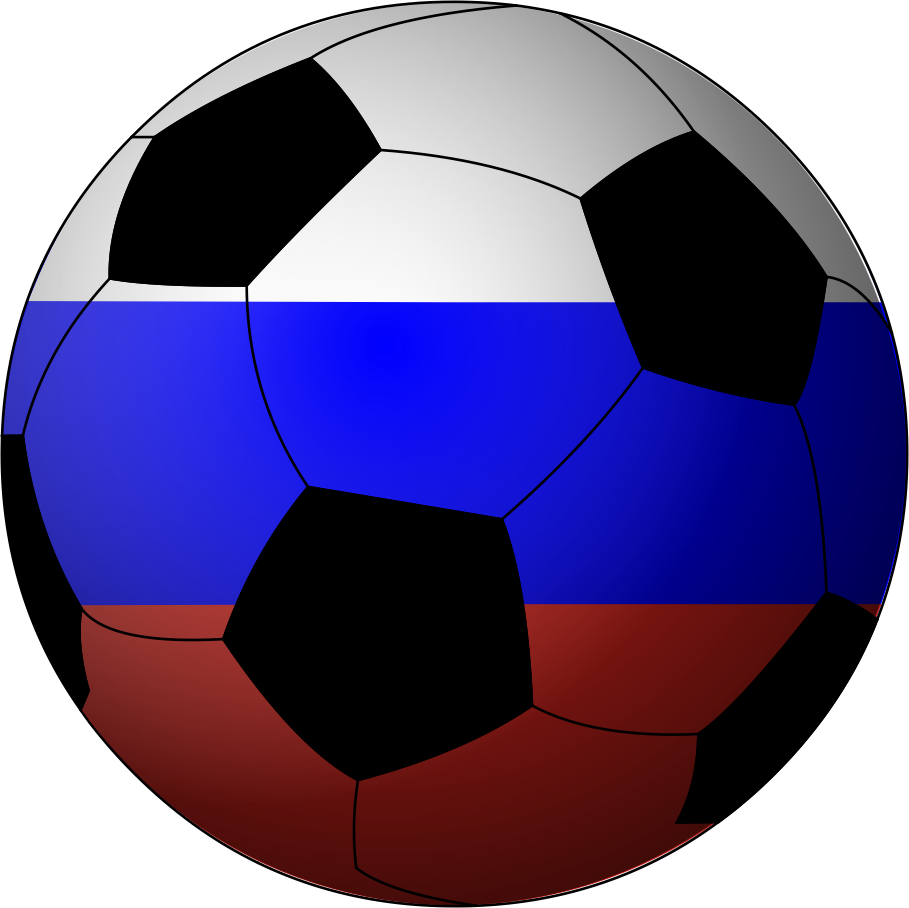

El futbol és l'esport més popular a Rússia, per davant de l'hoquei sobre gel. És organitzat per la Unió Russa de Futbol.

## Història

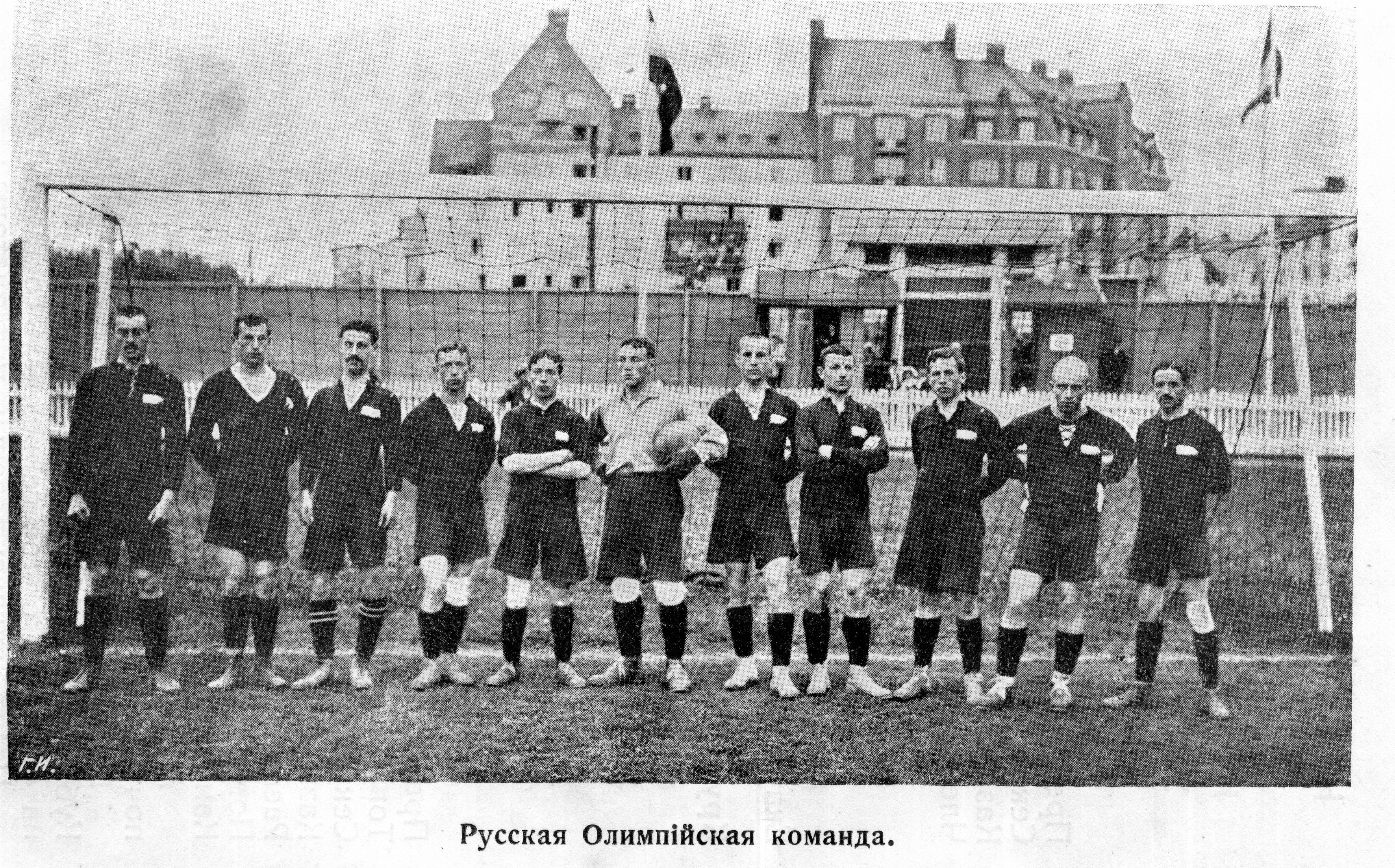
Primera selecció russa que participà en els Jocs Olímpics de 1912.

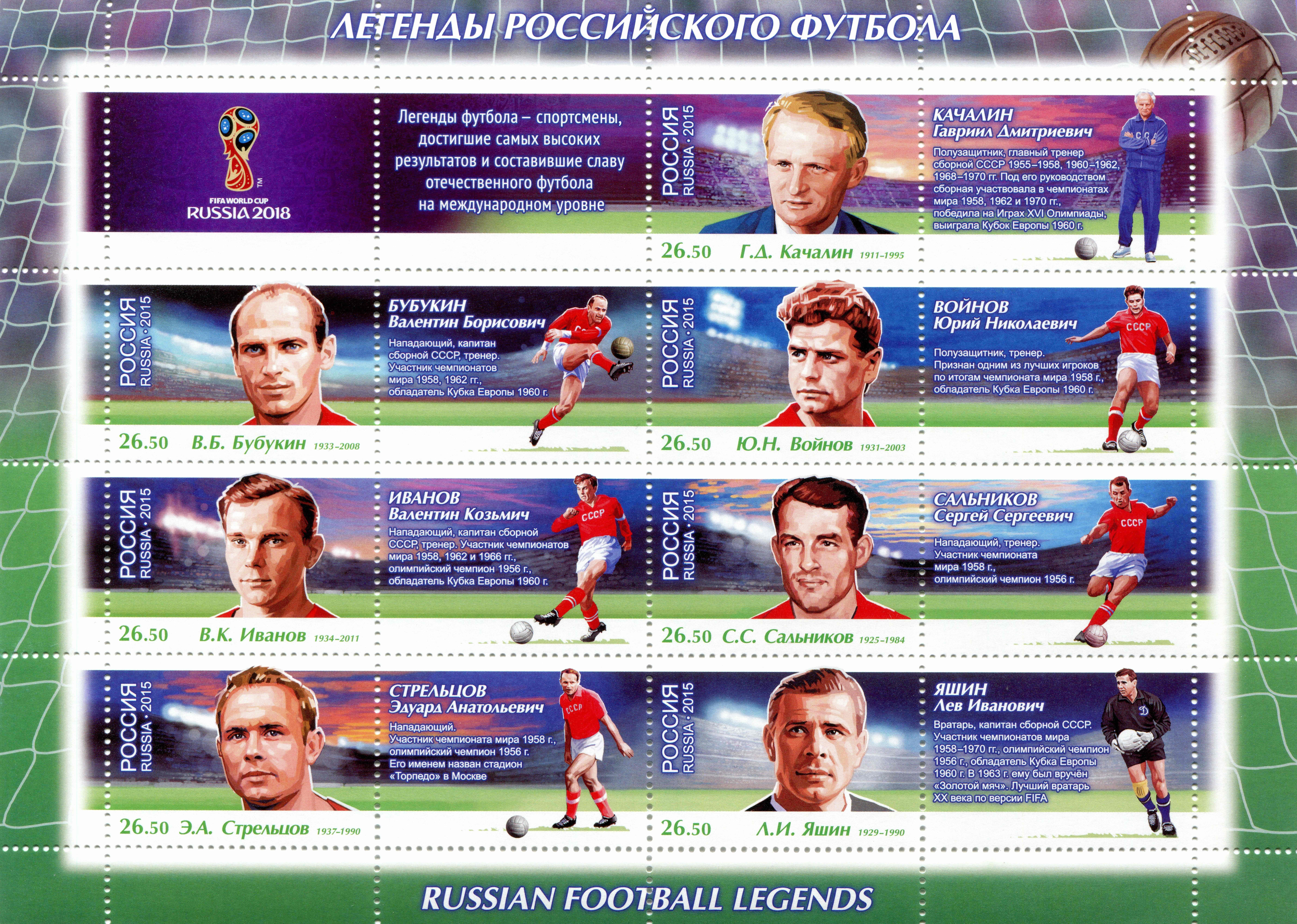
Llegendes del futbol rus: Gavriil Kachalin, Valentin Bubukin, Yuriy Voynov, Valentín Ivanov, Sergei Salnikov, Eduard Streltsov i Lev Iaixin.

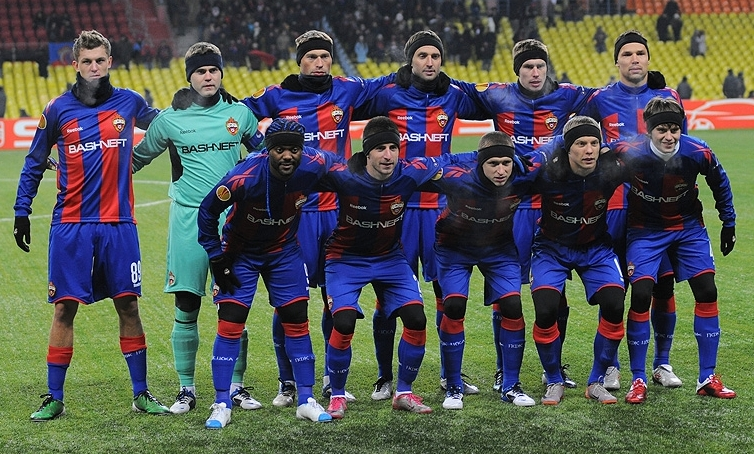
CSKA de Moscou el 2011.

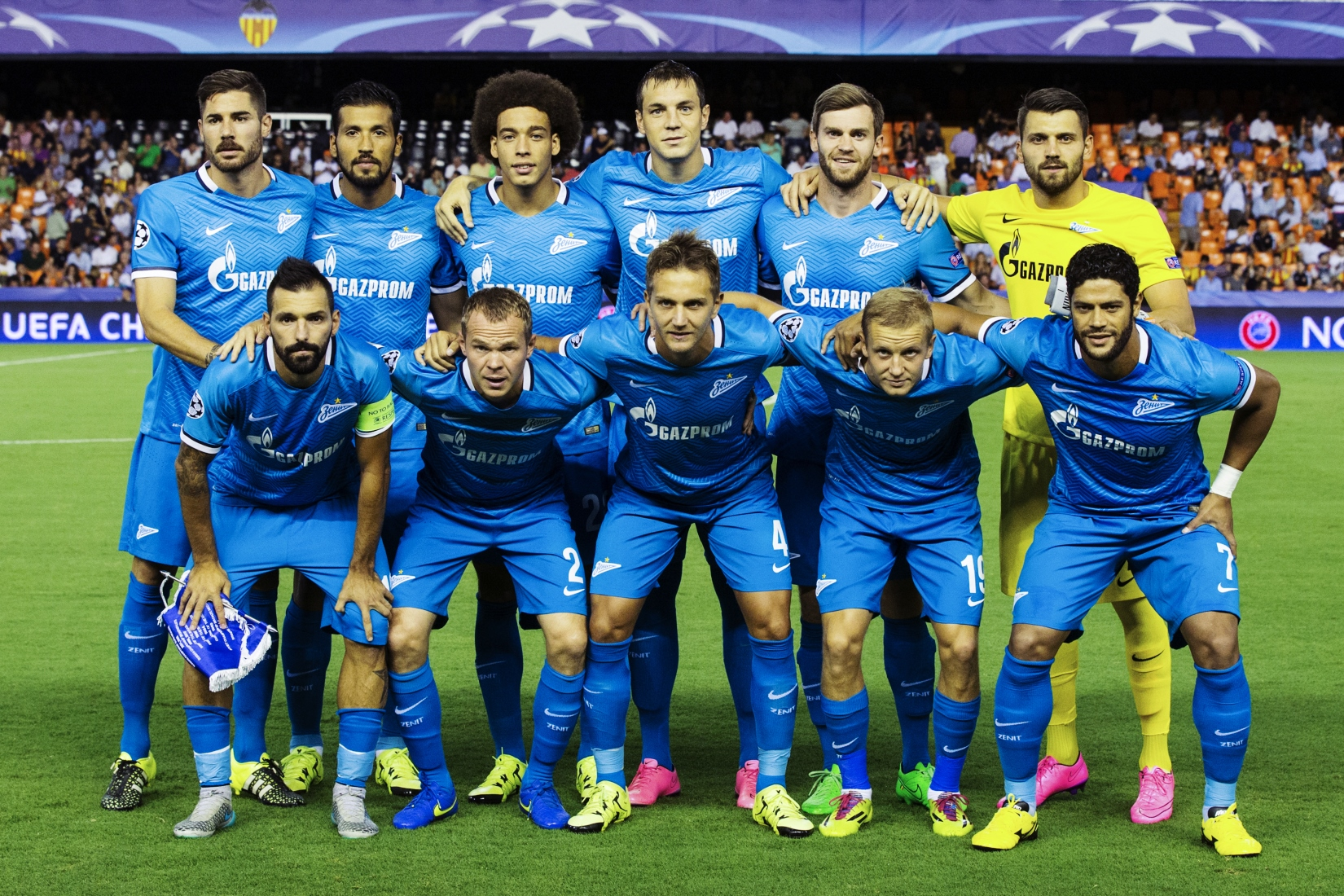
Zenit el 2015.

El futbol entrà a Rússia a finals del segle xix de la mà de comerciants anglesos. El primer partit es disputà a Sant Petersburg el 1897. Fou en aquesta ciutat on es disputà el primer campionat de lliga l'any 2001. La lliga de Petrograd/Sant Petersburg es disputà fins 1923 i hi destacaren clubs com Nevka (primer campió, format per obrers escocesos), Victoria, Neva, Nevsky, Sport, Mercur, Unitas i Kolomyagi. La majoria d'aquests clubs van desaparèixer i no fou fins 1922 que nasqué el Dinamo Sant Petersburg i el 1925 el Zenit, amb el nom Stalinets.
La Lliga de Moscou es disputà entre 1910 i 1920 i en ella destacaren els clubs KSO Orechovo, ZKS, KFS, SKZ i Novogireevo. L'any 1914, la federació russa incloïa representants de 33 ciutats i el nombre de clubs arribava als dos cents.
Després de la Revolució de 1917, l'estat impulsà el desenvolupament de l'esport i propicià la creació de clubs vinculats als sindicats. Així aparegueren el FC Lokomotiv Moscou (per treballadors del ferrocarril), FC Torpedo Moscou (sector de l'automòbil), PFC CSKA Moscou (exèrcit) i FC Dinamo Moscou (policia). Només el FC Spartak Moscou (fundat pels germans Stàrostin) no pertanyia a cap organisme, essent conegut com "l'equip del poble".
Els primers campionats de Rússia foren disputats per seleccions de ciutats i no fou fins 1936 que es creà la primera lliga nacional, amb la participació de clubs.
Amb la desintegració de l'URSS, l'esport passà d'estar lligat a les institucions públiques a caure en mans de les empreses privades. No obstant, molts clubs són patrocinats per empreses controlades per l'estat, com Gazprom al Zenit Sant Petersburg, Lukoil al FC Spartak Moscou, ferrocarrils de Rússia al FC Lokomotiv Moscou, etc.
L'any 2008 la selecció russa arribà a semifinals de l'Eurocopa 2008 amb futbolistes com Andrei Arshavin i Roman Pavlyuchenko.
El 2 de desembre de 2010 se li atorgà a Rússia l'organització de la Copa del Món de futbol de 2018.

## Competicions
- Lliga masculina:
  - Lliga Premier de Rússia
  - Lliga Nacional de Rússia
  - Segona Divisió de Rússia (cinc grups: oest, centre, sud, Ural-Povolzhye i Est)
  - Lliga de Futbol Amateur
- Campionat Femení de Futbol de Rússia
- Copa russa de futbol
- Copa de la Lliga russa de futbol
- Supercopa russa de futbol

## Principals clubs
Clubs amb més punts a Primera Divisió (fins al 2018).
- FK Spartak Moscou
- PFK CSKA Moscou
- FK Lokomotiv Moscou
- FK Zenit Sant Petersburg
- FK Dinamo Moscou
- PFK Krília Soviétov Samara
- FK Rostov
- FK Rubin Kazan
- FK Torpedo Moscou
- FK Spartak Vladikavaz
- FK Rotor Volgograd
- FK Amkar Perm
- FK Saturn Ramenskoye
- RFK Akhmat Grozny
- FK Ural Iekaterinburg
- FK Krasnodar
- FK Anži Makhatxkalà
- FK Moscou
- FK Shinnik Yaroslavl
- FK Kuban Krasnodar

## Jugadors destacats
Font:
Des de 1920
- Aleksandr Stàrostin
- Andrej Stàrostin
- Nikolai Stàrostin
- Fyodor Selin
- Mikhail Butusov

Des de 1930
- Analoly Akimov
- Mikhail Yakushin
- Georgy Glazkov
- Grigori Fedotov
- Sergey Ilyin

Des de 1940
- Serguei Soloviov
- Alexei Khomich
- Vsevolod Bobrov
- Konstantin Beskov

Des de 1950
- Lev Ivànovitx Iaixin
- Konstantin Krizhevski
- Nikita Simonyan
- Igor Netto
- Anatoly Ilyin
- Valentin Ivanov
- Sergei Salnikov
- Mikhail Ogonkov
- Anatoli Bashashkin
- Anatoli Maslyonkin
- Yuriy Voynov

Des de 1960
- Valerij Voronin
- Albert Shesternyov
- Edouard Malofeyev
- Viktor Ponedelnik
- Edouard Streltsov
- Slava Metreveli
- Igor Chislenko
- Anatoliy Byshovets

Des de 1970
- Yevhen Rudakov
- Evgeny Lovchev
- Yuri Gavrilov

Des de 1980
- Rinat Dassàiev
- Vagiz Khidiyatullin
- Fyodor Cherenkov

Des de 1990
- Victor Onopko
- Alexander Mostovoi
- Valery Karpin
- Serhiy Youran
- Serguei Kiriakov
- Andrey Kanchelskis
- Oleg Salenko

Des de 2000
- Andrei Arxavin
- Dmitri Alenichev
- Roman Pavlyuchenko

Des de 2010
- Serguei Ignaxévitx
- Igor Akinfeev
- Yuri Zhirkov

## Principals estadis

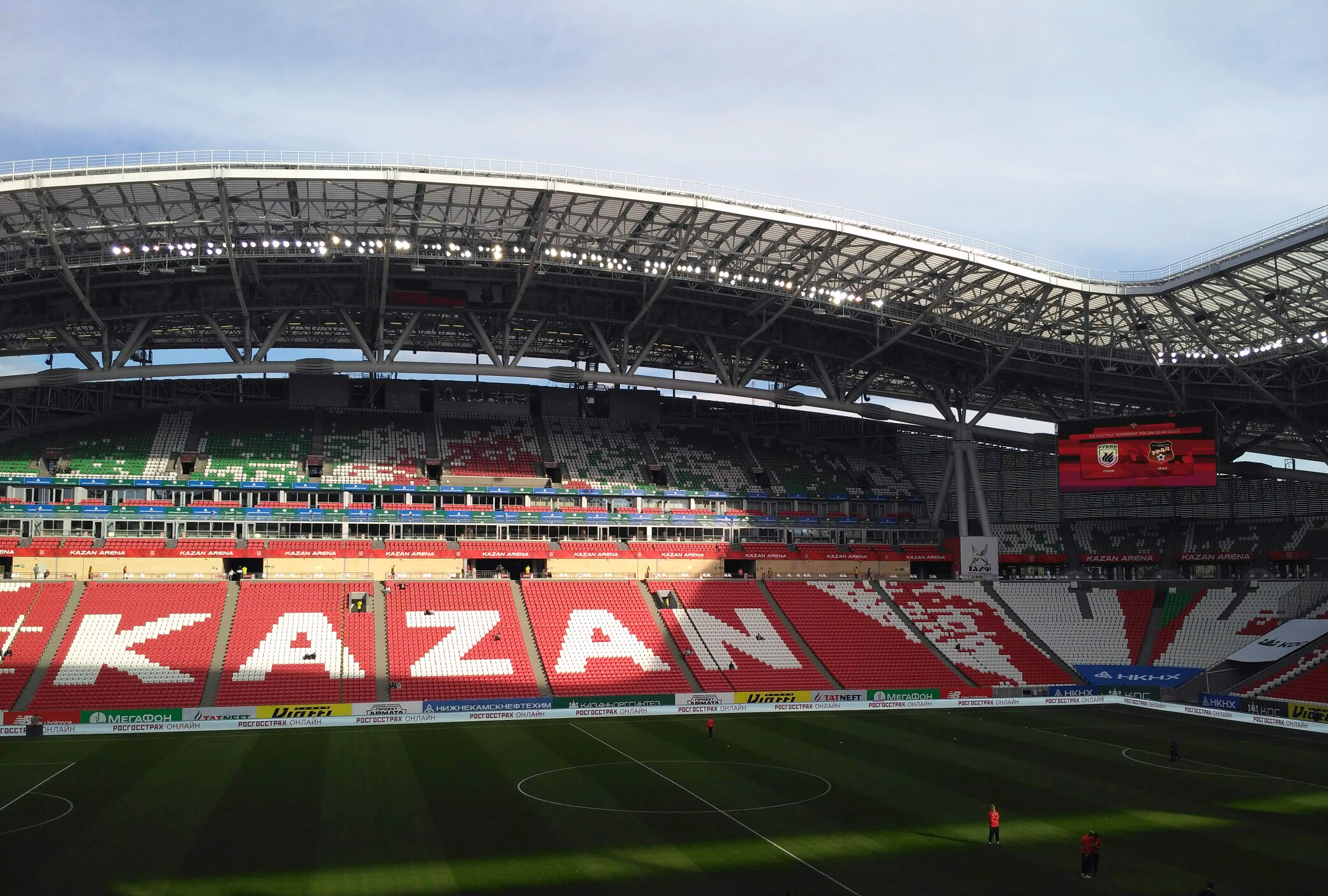
Kazan Arena.

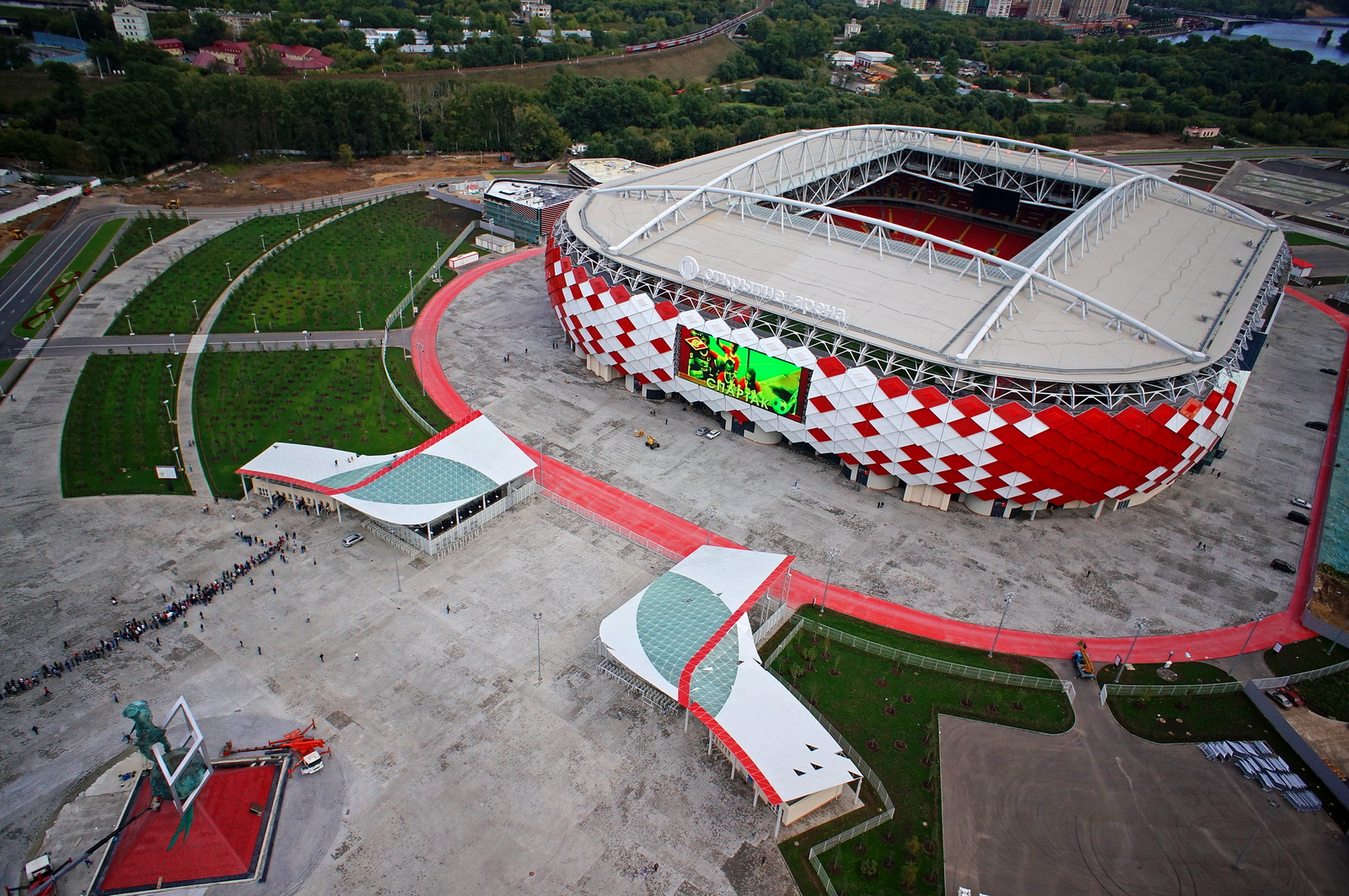
Otkrytiye Arena.

| #  | Estadi                   | Capacitat | Ciutat          |
| -- | ------------------------ | --------- | --------------- |
| 1  | Estadi Lujniki           | 81.000    | Moscou          |
| 2  | Estadi Krestovski        | 67.000    | Sant Petersburg |
| 3  | Volgograd Arena          | 45.568    | Volgograd       |
| 4  | Otkrytie Arena           | 45.360    | Moscou          |
| 5  | Kazan Arena              | 45.105    | Kazan           |
| 6  | Cosmos Arena             | 44.918    | Samara          |
| 7  | Estadi de Nijni Nóvgorod | 44.899    | Nijni Nóvgorod  |
| 8  | Rostov Arena             | 43.702    | Rostov del Don  |
| 9  | Estadi Olímpic de Sotxi  | 40.000    | Sotxi           |
| 10 | Estadi Krasnodar         | 34.291    | Krasnodar       |